# 블로러현

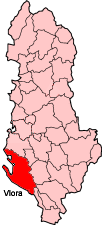
블로러 현의 위치

블로러현(알바니아어: Rrethi i Vlorës)은 알바니아를 구성하는 36개 현 가운데 하나로, 현청 소재지는 블로러이며 면적은 1,609km2, 인구는 147,000명(2004년 기준)이다. 행정 구역상으로는 블로러 주에 속한다.